# Sisaket (tỉnh)
Sisaket (tiếng Thái: ศรีสะเกษ, phiên âm: Xi-xa-két) là một tỉnh thuộc vùng Isan của Thái Lan. Các tỉnh lân cận (từ phía tây theo chiều kim đồng hồ) có: Surin, Roi Et, Yasothon và Ubon Ratchathani. Về phía nam tỉnh này giáp tỉnh Oddar Meancheay và tỉnh Preah Vihear của Campuchia.

## Địa lý
Tỉnh này tọa lạc ở thung lũng của sông Mun, một nhánh của sông Mê Kông. Về phía nam là dãy núi Dângrêk tạo thành biên giới tự nhiên với Campuchia.
Vườn quốc gia Khao Phra Wihan với diện tích 130 km² trên dãy núi Dângrêk ở đông nam của tỉnh này.

## Lịch sử
Các di vật được tìm thấy ở tỉnh này cho thấy khu vực này là một khu định cư quan trọng của Đế quốc Khmer trong thế kỷ 12.

## Cơ cấu dân số
30% dân số là người Khmer.

## Biểu tượng
Con dấu của tỉnh cho thấy Prasat Hin Ban Samo, một ngôi đền Khmer 1000 năm tuổi, tọa lạc ở huyện Prang Ku.
Loài cây và hoa biểu tượng là Melodorum fruticosum (chi Melodorum). Sáu cánh hoa tượng trưng cho sáu huyện gốc ban đầu của tỉnh: Kukan, Kantharalak, Uthumphon Phisai, Kanthararom, Rasi Salai và Khun Han.

## Các đơn vị hành chính
Tỉnh này được chia ra 20 huyện (amphoe) và hai tiểu huyện (king amphoe). Các huyện được chia ra 206 xã (tambon) và 2411 làng (muban).
| Amphoe | | King Amphoe                 |
| --- | --- | --------------------------- |
| 1. Mueang Sisaket 2. Yang Chum Noi 3. Kanthararom 4. Kantharalak 5. Khukhan 6. Phrai Bueng 7. Prang Ku 8. Khun Han 9. Rasi Salai 10. Uthumphon Phisai | 1. Bueng Bun 2. Huai Thap Than 3. Non Khun 4. Si Rattana 5. Nam Kliang 6. Wang Hin 7. Phu Sing 8. Mueang Chan 9. Benchalak 10. Phayu | 1. Pho Si Suwan 2. Sila Lat |